# Matanya Ophee
Matanya Ophee (Jérusalem, 15 juin 1932 – Bexley (Ohio), 6 novembre 2017) est un guitariste, musicologue et éditeur de musique américain d'origine israélienne. Il est réputé pour être le découvreur des œuvres de François de Fossa à la fin des années 1970. Les Éditions Ophée, sises à Columbus dans l'Ohio, sont spécialisées dans l’édition d'œuvres pour guitare. Elles ont publié notamment Boccherini, Fossa, Sor...

## Biographie
Matanya Ophee naît à Jérusalem, en Palestine (Israël) dans une famille de musiciens : son père est chanteur d'opéra. Matanya est d'abord pilote dans l'armée de l'air israélienne au début des années 1950. À partir de 1955, il étudie la guitare, successivement à Tel-Aviv avec Esther Bromberger (un élève de Luigi Mozzani), à Chicago en 1960–1962 avec Richard Pick, puis se perfectionne pour la théorie à Lausanne avec Gérard Le Coat et dans la composition, de nouveau dans son pays natal avec Eli Yarden. 
Au milieu des années 1960, il enseigne la guitare en leçons privées à Tel Aviv et se produit en récital. En 1965, il émigre aux États-Unis, est naturalisé américain en 1970 et pilote de ligne jusqu'en 1988. En 1978, à Concord, il crée les Éditions Orphée, qui déménagent à Columbus en 1984 — son épouse Magarita Mazo, musicologue et professeure, spécialiste de Stravinsky et de Chostakovitch, travaille à l'université de l'Ohio.
En 1979, ses recherches musicologiques l’amène à Perpignan, près du compositeur François de Fossa : il découvre d'abord la correspondance entre Fossa et Louis Picquot, premier biographe de Boccherini aux archives départementales de Perpignan. Il découvre ensuite à la Bibliothèque du Congrès de Washington, un manuscrit de la main de Fossa des six quintettes pour guitare de Boccherini. Le fruit de ses recherches sur Fossa est publié au sein d'un ouvrage sur les quintettes avec guitare de Boccherini, en 1981. Il y donne la première biographie de Fossa — surnommé le « Haydn de la guitare » — et présente le portrait du compositeur grâce à ses contacts avec la famille encore vivante. Les partitions sont publiées avec une préface de Margarida Mazo en 1984, suivit par l'enregistrement pour le label Chandos des trois quatuors opus 19 par le guitariste écossais Simon Wynberg et des membres du Quatuor Gabrieli.
En 2011, il reçoit le prix Industry leadership de la Guitar foundation of America.

## Écrits
- (en) Matanya Ophee, Luigi Boccherini's guitar quintets : new evidence to which is added, for the first time, a reliable biography of François de Fossa, his portrait, and a checklist of his known compositions, Boston, Orphée, 1981, 87 p. (ISBN 0-936186-06-2, OCLC 8954207, BNF 43183491)
- (en) « François de Fossa, A French Guitarist in Mexico », Conférence du IV International Guitar Festival de Cuernavaca, au Mexique, tenue en novembre 1997, [lire en ligne]
- Matanya Ophee, Introduction pour : Fernando Sor, Musique pour voix et guitare, Heidelberg, Chanterelle, 2005 (ISMN M-20471742), (BNF 40138429)
- Matanya Ophee, À la recherche de François de Fossa, Ophee, 2005, 14 p. (lire en ligne)
- Matanya Ophee (conférence du 10 octobre 2015, donnée aux archives départementales de Perpignan), Où donc, vers quel insoupçonnable paradis se sont envolées toutes les notes du guitariste ?, Ophee, 2015, 14 p. (lire en ligne [PDF])

## Éditeur (sélection)
- Fossa, Œuvres choisies pour guitare seule, Orphée, 1990  (ISBN 0-936186-38-0), (OCLC 906583462), (BNF 39613913)
- Fossa, La Tyrolienne variée, op. 1 (OCLC 713182119)
- Fossa, Prèmiere fantaisie, op. 5 (OCLC 713182125)
- Fossa, Thème varié, op. 9 : suivi de huit valses choisies de Mozart, Orphée, 2013 (OCLC 892842061)
- Fossa, Cinquième fantaisie « sur l'air des Folies d'Espagne », op. 12 (OCLC 713182128)
- Fossa, Duo concertant, op. 16, pour guitare et piano (OCLC 892842084)
- Sofia Goubaïdoulina, Serenade für Gitarre solo, Hambourg, H. Sikorski (SIK 71081), 1991 rééd. 2015 (ISMN 9790003040820), (BNF 44329626).